# Жизнь (фильм, 1989)
«Жизнь» или «Судьбинушка» — советский двухсерийный телефильм 1989 года, снятый на Рижской киностудии режиссёром Айварсом Фрейманисом.

## Сюжет
Фильм-биография о жизни латышского фольклориста Кришьяниса Барона (1835—1923), посвятившего себя собиранию и изданию латышских и литовских народных песен — дайн. О его детстве и юности в Курляндской губернии, учёбе в Санкт-Петербурге и работе в качестве домашнего учителя в семье помещика Станкевича в Воронежской губернии. И всю свою жизнь он вёл систематизацию латышских народных песен создав свой знаменитый Шкаф дайн, но эта работа требовала немало терпения, самоотверженности и знаний.

Фильм Айвара Фрейманиса «Судьбинушка» — осмысление одной из самых сокровенных кладовых духовного богатства латышей — народных песен — через судьбу их собирателя Кришьяниса Барона. И наоборот — судьбы собирателя через дайны.— журнал «Māksla», 1990

## В ролях
- Валдемарс Зандбергс — Кришьянис Баронс
- Леонидс Грабовскис — Кришьянис Баронс в молодости
- Велта Лине — Дарта
- Индра Брике — Дарта в молодости
- Майя Апине — жена Валдемара
- Алвис Херманис — Юрис Алунанс
- Юрис Барткевичс — Кришьянис Валдемарс
- Херманис Ваздикс — Аугуст Биленштейн
- Иварс Браковскис — Юрис, отец Кришьяниса
- Даце Эверса — мать Кришьяниса
- Артур Никитин — Станкевич, профессор
- Регина Разума — жена Станкевича
- Дита Кренберга — Вероника
- Кристине Липиня — Екатерина
- Бруно Эгле — Карлис Баронс
- Визма Квепа —  жена Карлиса
- Петерис Луцис — Аугуст Домбровскис
- Харалдс Улманис — Леонс Паэгле
- Юрис Жагарс — Линардс Лайценс
- Янис Балтвилкс — Янис Яунсудрабиньш
- Варис Ветра — Варис Ветра
- Гундарс Аболиньш — Оярс Рубенис

## Фестивали
На кинофестивале «Большой Кристап» 1988 года фильм собрал призы в почти всех категориях, восемь призов — главный приз «Лучший фильм», приз «Лучшая женская роль» актрисе Индре Брике, а также призы за режиссуру, сценарий, операторскую работу, оформление, грим, музыку.